# 城市鐵路西線
西線（英語：Western Line）是悉尼城市鐵路三條T1線中的其中一條，主是服務悉尼西部的居民往來悉尼各地。由於西部地區地大廣闊、人口眾多，故此平日或假日、高峰或非高峰時間都有停靠不同車站和從不同方向開出的列車，所以要看車站的月台顯示屏，因為不同時間進站的列車也不一樣。列車從西部開往Central站後便會轉為T1北岸線（North Shore Line）經歌頓（Gordon）前往Hornsby/Berowra/Gosford/Wyong或轉為T1北線（Northern Line）經麥覺理大學前往Hornsby。

## 常規路線

### Emu Plains - North Sydney
- 此路線只於星期一至五非高峰時間提供服務，每30分鐘一班。
- 此路線特點是停靠所有於Emu Piants - North Sydney之間屬於T1線的車站，主要服務於此時段從Penrith及Richmond開出的列車不停靠的車站附近的居民仍提供能直出City的服務，那些車站包括：Toongabbie、Pendle Hill、Wentworthville、Harris Park及奇街車站（Clyde），亦維持提供從來西部與Granville、Auburn及Burwood之間的服務，回程一樣。

### Penrith/Richmond - Hornsby via Macquarie University
- 此路線只於星期一至五提供服務，每30分鐘一班
- 此路線特點是列車從Penrith或Richmond開出，沿途停靠各站到達Blacktown後開往City，停靠Blacktown、Seven Hills、Westmend、Parramatta每15分鐘一班往City的服務再前往Libcombe、Stranthfield、Redfern、Central、Town Hall，然後停靠沿途各站往Hornsby經北萊德、麥覺理大學，回程一樣。
- 平日每晚開往Penrith或從Penrith開出的班次，將會停靠Toongabbie、Pendle Hill、Wentworthville、Harris Park、Granville、Clyde、Auburn及Burwood。

### Penrith/Richmond - Hornsby/Berowra via Gardon
- 此路線只於星期六日及公眾假期提供服務，每30分鐘一班
- 列車從Penrith開出，沿途停靠各站到達Blacktown後開往City，停靠Blacktown、Seven Hills、Westmend、Parramatta、Granville、Clyde、Auburn、Libcombe、Stranthfield、Redfern、Central、Town Hall，然後停靠沿途各站往Hornsby經Gardon，回程一樣。
- 列車從Richmond開出，沿途停靠各站到達Blacktown後開往City，停靠Blacktown、Seven Hills、Toongabbie、Pendle Hill、Wentworthville、Westmend、Parramatta、Harris Park、Granville、Libcombe、Stranthfield、Burwood、Redfern、Central、Town Hall，然後停靠沿途各站往Hornsby經Gardon，回程一樣。

## 特別班次

### Emu Plains/Penrith > Hornsby via Gardon 特快車
- 星期一至五早上9點30分前會有特別的安排，一班從Emu Plains及部份從Penrith開出的列車會停靠沿途各站至Mount Druitt，然後只停靠Blacktown、Parramatta及Redfern，特快到達Central，然後沿途各站至Hornsby（經：Gardon/Macquarie University）

### St Marys > Hornsby via Gardon 特別車
- 星期一至五早上9點30分前會有特別的安排，特別班次從St Marys開出，然後沿途停靠所有屬於T1線的車站到達Central，然後沿途各站至Hornsby（經：Gardon/Macquarie University）

### City > Penrith/Emu Plains 特快車
- 星期一至五黃昏時段，有數班從City前向Penrith/Emu Plains 的班次會減少停靠部分沿途車程，提供特快班次方便西部居民能提早回家，路線與早上從Emu Plains/Penrith開往City的班次差不多，只是相反方向的分別。列車離開Central站後，停靠Redfern、Parramatta、Blacktown,然後停沿途各站到達Penrith/Emu Plains。

### City > Blacktown 特別車
- 星期一至五黃昏時段，鐵路公司希望下班高峰時間從City前向Penrith/Emu Plains/Richmond的列車能減少行車時間而不停沿途大部分車站，為減少這些受飛站影響的居民，於是加開從Central離站後沿途停靠所有屬於T1線的車站到Blacktown的列車服務。

### City > Schofields 特別車
- 星期一至五黃昏時段，有數班從City前向Schofields的班次，是Richmond路線的短程版，由於Schofields至Richmond沿途大部分都是單軌雙線行車，所以Richmond路線的班次只能維持30分鐘一班，為方便有雙軌的Marayong、Quakers Hill及Schofields的居民不用等待30分班才有列車，加上疏導沿線車站的人流，沿途停靠的車站會與前往Richmond路線停靠的車站一樣，只是終點站改為Schofields。

### 藍山線
- 由於藍山線的列車會沿西線運行，所以會停靠數個西線車站，為這數個車站提供多一個和更特快到達Central的服務。

#### 平日藍山線主要停靠西線車站
- Emu Plains
- Penrith
- Blacktown（少部份時段的班次不停此站）
- Parramatta
- Stranthfield
- Redfern（大部份時段的班次不停此站）

#### 星期六日及假日藍山線主要停靠西線車站
- Emu Plains
- Penrith
- Blacktown
- Westmend（部份時段的班次不停此站）
- Parramatta
- Granville
- Stranthfield
- 星期六日及假日所有藍山線列車不停Redfern

## 客量
- 由於西部與City有一段距離，連接悉尼都會區與西部唯一快速公路——M4公路經常倒塞，故此有不少居民乘搭火車出入，所以西線的列車早上上班及黃昏下班時段的列車也非常擁擠。